# Salpy
Salpy (Thaliacea) je třída drobných průsvitných živočichů z podkmene pláštěnci. Žijí v koloniích, které se vznášejí ve volném moři a tvoří tak součást planktonu. Pohybují se reaktivním způsobem pomocí stahů svalů, které jako obroučky obepínají jejich soudečkovité tělo a vystřikují z prostoru žaber vodu (takto se však pohybují pouze dospělí jedinci).
Je u nich známá rodozměna – střídání pokolení, jež se rozmnožují pohlavně, s pokoleními, množícími se nepohlavně.

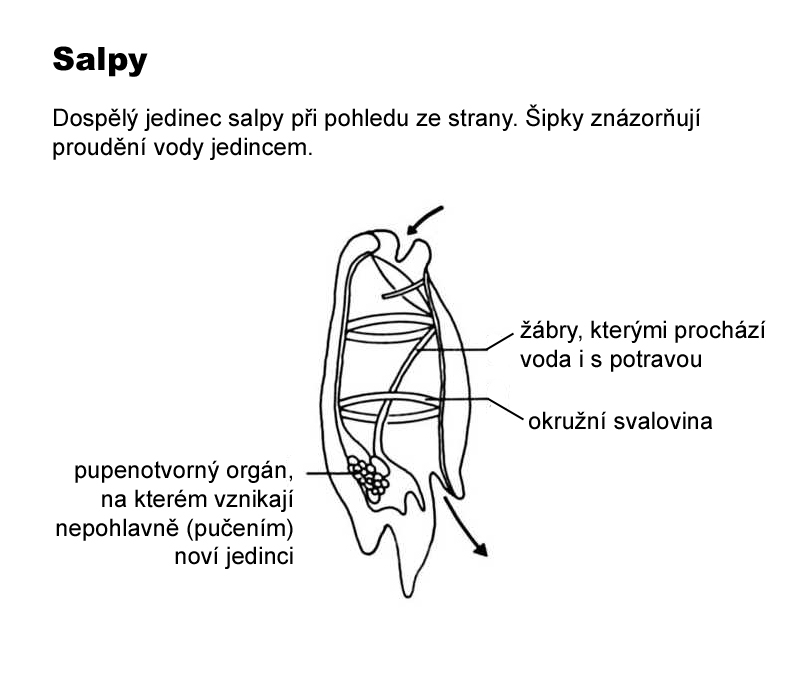
Schéma

Příklad druhu je silně světélkující ohnivka atlantská (Pyrosoma atlanticum), která vytváří až půlmetrové kolonie.

## Členění
Salpy jsou členěny do tří řádů
- Pyrosomida (ohnivky)
- Doliolida (Cyclomyaria, kruhosvalí)
- Salpida (Hemimyaria, salpovci)